# Сфера на влияние
Сферата на влияние е територия извън границите на държава, върху която тази държава упражнява културно, икономическо, военно или политическо влияние. 
Въпреки че може да има формален съюз или други договорни задължения между влияния и влияещия, такива формални договорености не са необходими и влиянието често може да бъде по-скоро пример за мека сила. По подобен начин официалният съюз не означава непременно, че една държава се намира в сферата на влияние на друга. В по-екстремни случаи страна в сферата на влияние на друга може да действа в действителност като държава-сателит или колония.
Понякога части от една държава могат да попаднат в две различни сфери на влияние. В колониалната ера буферните държави Иран и Тайланд, са разположени между империите на Великобритания и Русия, и Великобритания и Франция. Те са разделени между сферите на влияние на имперските сили. По същия начин след Втората световна война Германия е разделена на четири окупационни зони, които по-късно се консолидират в Западна Германия и Източна Германия, първата член на НАТО, а втората член на Варшавския договор.